# CW de la Verge
CW de la Verge (CW Virginis) és un estel variable a la constel·lació de la Verge (Virgo) de magnitud aparent mitjana +4,91. Visualment situada 4º al nord d'Heze (ζ Virginis), s'hi troba a 183 anys llum de distància del sistema solar.
CW de la Verge és un estel blanc de tipus espectral A1p classificada com a variable Alpha² Canum Venaticorum. Aquestos són estels de la seqüència principal que es caracteritzen per tenir intensos i variables camps magnètics; en els seus espectres apareixen realçades les línies de certs elements químics, variant la seva intensitat amb la rotació de l'estel. Cor Caroli i CU Virginis —aquesta última també en la constel·lació de la Verge— són dos exemples d'aquest tipus de variables. En CW Virginis les línies d'estronci, crom i europi són especialment notables; en el cas d'aquest últim element, la seva abundància relativa és 30.000 vegades més elevada que en el Sol. Així mateix, el contingut relatiu d'oxigen en relació al de magnesi és especialment baix.
La velocitat de rotació projectada de CW de la Verge és de 16 km/s i el seu període de rotació, igual al període de variació, és de 3,722 dies. Tots dos paràmetres permeten determinar la inclinació del seu eix de rotació (34º) respecte a la línia de visió. La fluctuació de lluentor és petita, entre +4,91 i +4,99 magnituds; aquesta es produeix per l'existència de «taques estel·lars» prop dels pols —on es concentren els elements químics com a conseqüència de l'intens camp magnètic— que entren i surten del camp de visió. El camp magnètic de CW Virginis és 3.000 vegades major que el camp magnètic terrestre i va ser el primer estel diferent del Sol on es va descobrir (el l1947l) un camp magnètic. Hom pensa que probablement és una variable magnètica irregular.
La temperatura superficial de CW de la Verge és de 9.060 K. 29 vegades més lluminosa que el Sol, el seu radi és 2,4 vegades més gran que el del Sol i la seva massa és de 2,16 masses solars. Té una edat de 460 milions d'anys i s'hi troba a mig camí de la seva vida com a estel de la seqüència principal.